# Noureddine Naybet
Noureddine Naybet (arabisch نور الدين النيبت, DMG Nūr ad-Dīn an-Naibat; * 10. Februar 1970 in Casablanca) ist ein ehemaliger marokkanischer Fußballspieler (Abwehrspieler). Er ist Rekordspieler seines Landes.
Als seine größten Erfolge gelten die Teilnahme an den Weltmeisterschaften 1994 in den USA und 1998 in Frankreich, sowie je eine Meisterschaft (2000) und ein Pokalsieg (2002) mit La Coruña. Naybet absolvierte 115 Länderspiele für die Marokkanische Fußballnationalmannschaft und erzielte dabei 2 Tore.